# Eric Nam
Eric Nam (hangul: 에릭 남), född 17 november 1988 i Atlanta, är en sydkoreansk-amerikansk sångare och TV-programledare. Han blev känd 2012 i och med sitt deltagande i den andra säsongen av talangtävlingen Star Audition: Birth of a Great Star på MBC där han placerade sig bland de fem bästa. Hans medverkande ledde till skivkontrakt med B2M Entertainment och den 23 januari 2013 släpptes hans debutalbum Cloud 9, samt debutsingeln "Heaven's Door".

## Diskografi

### Album
| Albuminformation                             | Topplacering          |
| Albuminformation                             | Sydkorea (Gaon Chart) |
| -------------------------------------------- | --------------------- |
| Cloud 9 (EP-skiva) - Släppt: 23 januari 2013 | 22                    |
| Interview (EP-skiva) - Släppt: 24 mars 2016  | 12                    |

### Singlar
| År                 | Titel                                                     | Topplacering                                              |
| År                 | Titel                                                     | Sydkorea (Gaon Chart)                                     |
| Solo               | Solo                                                      | Solo                                                      |
| ------------------ | --------------------------------------------------------- | --------------------------------------------------------- |
| 2013               | "Heaven's Door"                                           | 66                                                        |
| 2014               | "Ooh Ooh" (ft. Hoya)                                      | 48                                                        |
| 2014               | "Melt My Heart"                                           | 71                                                        |
| 2015               | "I'm OK"                                                  | 32                                                        |
| 2015               | "Dream" (ft. Park Ji-min)                                 | 46                                                        |
| 2016               | "Good For You"                                            | 33                                                        |
| 2016               | "Can't Help Myself" (ft. Loco)                            | 20                                                        |
| Kollaboration      |                                                           |                                                           |
| 2012               | "The Blue Night of Jeju Island" (som Namaste)             | 137                                                       |
| 2016               | "Spring Love" (med Wendy) SM Station                      | 7                                                         |
| 2016               | "Into You" (med KOLAJ)                                    | —                                                         |
| 2016               | "Body" (med Timbaland)                                    | —                                                         |
| 2017               | "Cave Me In" (med Gallant & Tablo)                        | —                                                         |
| 2017               | "You, Who?" (med Jeon So-mi)                              | 16                                                        |
| Medverkan på album |                                                           |                                                           |
| 2015               | "I Just Wanna" (med Amber, på albumet Beautiful av Amber) | "I Just Wanna" (med Amber, på albumet Beautiful av Amber) |
| 2017               | "Hello" (med Seohyun, på albumet Don't Say No av Seohyun) | "Hello" (med Seohyun, på albumet Don't Say No av Seohyun) |

### Soundtrack
| År   | Titel                                   | Topplacering          | Serie                |
| År   | Titel                                   | Sydkorea (Gaon Chart) | Serie                |
| ---- | --------------------------------------- | --------------------- | -------------------- |
| 2013 | "Good-bye in Once Upon a Time"          | —                     | Love in Memory       |
| 2013 | "Cool Guy"                              | —                     | Let's Eat            |
| 2014 | "In Your Days" (med Kim Kyu-jong)       | —                     | S.O.S Please Help Me |
| 2015 | "A Second Is an Hour" (med Park Bo-ram) | —                     | Flirty Boy and Girl  |
| 2016 | "Shower"                                | —                     | Uncontrollably Fond  |